# فاطمه شاهسوند
فاطمه شاهسوند (زاده ۹ آبان ۱۳۷۲) بازیکن چپ دست هاکی روی یخ اهل ایران است.
شاهسوند عضو تیم هاکی فرمانیه و فوروارد تیم ملی هاکی روی یخ بانوان ایران است. وی در مسابقات هاکی روی یخ بانوان قهرمانی آسیا و اقیانوسیه ۲۰۲۳ به مدال تیمی نقره دست یافت.
شاهسوند در این بازی‌ها در هر ۶ مسابقه به میدان رفت.